# 飢餓遊戲：星火燎原 (電影)
《飢餓遊戲：星火燎原》（英語：The Hunger Games: Catching Fire）是一部2013年美國科幻動作電影，也是《飢餓遊戲》電影系列的第二部，改編自蘇珊·柯林斯著作的同名小說。導演為法蘭西斯·羅倫斯。

## 故事
在第74屆飢餓遊戲勝出後，凱妮絲與比德以勝利者的姿態回到第12區的家鄉，二人都獲得豐厚的獎金，從此衣食無憂，凱妮絲原以為生活自此便安定下來，回到家鄉的她卻患上創傷後壓力症。原來她在比賽的最後關頭，迫使國會改變比賽規則的舉措，讓民眾視為反抗國會暴政的代表人物，此舉除了讓國會面目無光外，也再次掀起民眾反對的情緒，她和飢餓遊戲的吉祥物 - 學舌鳥，彷彿成為抗爭的象徵。然而斯諾總統突然造訪她的家，解釋指她在飢餓遊戲中的行為觸發了整個地區的叛亂，他雖然對凱妮絲恨之入骨，但礙於二人的瞩目度，明目張膽地除掉兩人必然惹起更大規模的騷亂，故此斯諾總統希望 (命令) 凱妮絲要跟比德繼續在鎂光燈下扮演一對悲劇戀人，並以即將的勝利之行來說服所有人，她的行為是基於對比德真愛而非對抗國會，國會將一切都控制在掌心之中，他們倆甚至必須在民眾的關注下步入婚禮的殿堂。
在巡遊開始時，二人的導師黑密契警告他們，指他們的餘生也要把二人的關係在鎂光燈下「上演」。凱妮絲提議跟比德舉行一個公開的訂婚儀式，這是斯諾總統在他位於國會大廈的豪宅裡提出的方案。回家後，凱妮絲警告她的好友蓋爾斯諾總統打算殺光二人的家庭。此時維和部隊進入第12區並打算掌控此區域，蓋爾因攻擊新的維和部隊的頭目羅穆盧斯，被抓住且公開鞭打。斯諾總統宣布一個特殊的飢餓遊戲，過往的勝利者都在考慮之列。凱妮絲和黑密契協議好保護比德的性命。
第八区率先揭竿起义。都城立刻在所有行政区都增派大批的维安人员，可能的逃脱路线都被围堵住。当凯妮丝放弃抗争的念头，与比德公开准备结婚事宜时，饥饿游戏又要開始。尽管每年都会举办一次饥饿游戏，但每隔二十五年一次大旬祭將以不同于以往的方式举办。第一次的大旬祭是将规则改为由各特区投票选出贡品人选，第二次虽然回復抽签方式，但将贡品的数目增加一倍，每个行政区抽出二男二女。
凯妮絲和比德參加的是第七十四届饥饿游戏，因此紧接着就是第三次的大旬祭。透过电视，都城总统宣布了第三次大旬祭的规则：从各行政区的勝利者中再度抽籤選出新贡品。可悲的是，第十二区历年来只有過三個勝利者-两男一女，因此凱妮絲必定得重回競技場。男性候选人虽然有两位：比德和他们的導師黑密契，但比德绝对会自愿参加，以保护凯妮絲安危。于是，凱妮絲和比德又被送回都城去参加饥饿游戏了。只是不同于上次的公平競技，大家都清楚知道，都城必定會想盡辦法讓凱妮絲死在飢餓遊戲中。

## 演員
| 演員                                       | 角色                                       | 備註                                                                 |
| 珍妮佛·勞倫斯 Jennifer Lawrence            | 凱妮絲·艾佛丁 Katniss Everdeen             | 女主角，第十二區的女贡品                                             |
| 喬許·哈卻森 Josh Hutcherson                | 比德·梅爾拉克 Peeta Mellark                | 凱妮絲的搭档，第十二區的男贡品                                       |
| 伍迪·哈里森 Woody Harrelson                | Haymitch Abernathy 黑密契‧阿勃納西         | 第十二區前任飢餓遊戲的冠軍。凱妮絲與比德的導師 是個酒鬼              |
| 伊莉莎白·班克絲 Elizabeth Banks            | Effie Trinket 艾菲‧純克特                  | 第十二區的貢品監護人，相當於經紀人的角色                             |
| 山姆·克拉弗林 Sam Claflin                  | Finnick Odair 芬尼克‧歐戴爾                | 來自第四區，凱妮絲的盟友                                             |
| 吉娜·瑪隆 Jena Malone                      | Johanna Mason 喬安娜‧梅森                  | 來自第七區，凱妮絲的盟友                                             |
| 史丹利·圖奇 Stanley Tucci                  | Caesar Flickerman 凱薩‧富萊克曼            | 飢餓遊戲的評論及播報者                                               |
| 藍尼·克羅維茲 Lenny Kravitz                | Cinna 秦納                                 | 凱妮絲的服装設計師                                                   |
| 菲臘·西摩·荷夫曼 Philip Seymour Hoffman    | Plutarch Heavensbee 普魯塔克．黑文斯比     | 第75屆首席遊戲設計師，實為反叛軍。                                   |
| 薇洛·西爾德斯 Willow Shields               | Primrose Everdeen 櫻草花‧艾佛丁            | 凱妮絲的妹妹                                                         |
| 唐納·蘇德蘭 Donald Sutherland              | President Snow 史诺总统                    | 施惠國總統。想除掉凱妮絲                                             |
| 連恩·漢斯沃 Liam Hemsworth                 | 蓋爾‧霍桑 Gale Hawthorne                   | 凱妮絲的青梅竹馬與打獵的好夥伴，喜歡凱妮絲，很照顧凱妮絲的妹妹小櫻。 |
| 陶比·瓊斯 Toby Jones                       | Claudius Templesmith 克勞帝亞斯‧坦普史密斯 | 飢餓遊戲的評論及播報者                                               |
| 拉塔莎·羅斯 Latarsha Rose                  | Portia 波緹雅                              | 比德的服裝設計師                                                     |
| 史蒂芬妮·利·施朗德 Stephanie Leigh Schlund | Cashmere                                   | 第一區的女貢品                                                       |
| 阿倫·瑞奇森 Alan Ritchson                  | Gloss                                      | 第一區的男貢品                                                       |
| 布魯諾·岡恩 Bruno Gunn                     | Brutus 布魯塔斯                            | 第二區的男貢品                                                       |
| 梅塔·戈爾丁 Meta Golding                   | Enobaria 伊諾巴瑞雅                        | 第二區的女貢品，牙齒削成尖的以便撕裂對方的咽喉。                     |
| 雅曼德拉·史坦柏 Amandla Stenberg           | Rue 小芸                                   | 於第一集死亡，並被凱妮絲深深牽掛著。                                 |
| 亞曼達·普隆默 Amanda Plummer               | Wiress 金屬絲                              | 第三區的女貢品                                                       |
| 林恩·科恩 Lynn Cohen                       | Mags Flanagan 梅格絲                       | 第四區的女貢品。與芬尼克來自同一區的貢品                             |
| E. Robert Mitchell                         | Chaff                                      | 第十一區的男貢品                                                     |
| 傑佛瑞·懷特 Jeffrey Wright                 | Beetee Latier 比提                         | 第三區的男貢品                                                       |
| Bobby Jordan                               | Blight                                     | 第七區的男貢品                                                       |
| 艾琳娜・桑契士 Elena Sanchez               | Cecelia 希希利雅                           | 第八區的女貢品。大約三十歲，三個孩子的媽媽                           |

## 制作
影片于2012年9月开机，在美国乔治亚州的亚特兰大和夏威夷州进行拍摄，於2013年11月21日上映。

## 評價
影片在美国收获很好口碑，烂番茄新鲜度90%，Metacritic上49家媒体综评76分，IMDb上則獲7.5分。CNN认为影片明显不足的地方在于剧情有些冗长。
美媒认为：“从一个系列故事的发展角度而言，处于发展中段的环节往往没有开篇和终结那么精彩，但《星火燎原》还是呈现出激情四射的光焰并达到粉丝们的预期”，“一如主创人员所希望的那般展现出发人深省的娱乐内涵与激荡人心的精神渴望”，“一部有别于其他的娱乐大片，砰然跳动的心脏和智慧粲然的大脑同在”，“劳伦斯与她团队的配合已然达到效用最大化，这部影片可以在好似B级片的过瘾观感中植入卢卡斯般的科幻政治主义”，“不但在第一部的基础上做出了大规模改进，还将自己打造成了一部睿智的文化寓言”，“詹妮弗·劳伦斯依然是影片独一无二的看点，她用自身的光与热照亮了整部影片”。

## 票房
美国首周末收获1.58亿美圆列第一，并创造了11月的开画记录。次周末收7450万蝉联冠军，并创造了感恩节的票房记录。第三周末收2700万列第二，累计3.46亿。香港为2700万港币。全球票房累计8.64亿美元，其中北美为4.094亿，成为北美年度票房冠军。
| 上一届： 《雷神2》               | 2013年美國週末票房冠軍 第47周、第48周                 | 下一届： 《冰雪奇缘》         |
| 上一届： 《雷神奇俠2：黑暗世界》 | 2013年香港一週票房冠軍 第46-47周（11月18日－12月1日） | 下一届： 《掃毒》             |
| 上一届： 《雷神奇俠2：黑暗世界》 | 2013年香港週末票房冠軍 第47-48週                      | 下一届： 《掃毒》             |
| 上一届： 《雷神索爾2：黑暗世界》 | 2013年台北週末票房冠軍 第47周、第48周、第49周         | 下一届： 《哈比人：荒谷惡龍》 |

## 奖项
获得MTV电影大奖三项大奖：
- 最佳影片
- 最佳男主角
- 最佳女主角

## 外部連結
- 互联网电影数据库（IMDb）上《飢餓遊戲：星火燎原》的资料（英文）
- AllMovie上《飢餓遊戲：星火燎原》的资料（英文）
- Box Office Mojo上《飢餓遊戲：星火燎原》的資料（英文）
- 爛番茄上《飢餓遊戲：星火燎原》的資料（英文）
- Metacritic上《飢餓遊戲：星火燎原》的資料（英文）
- 開眼電影網上《飢餓遊戲：星火燎原》的資料（繁體中文）
- 豆瓣电影上《飢餓遊戲：星火燎原》的資料 （简体中文）